# Calosoma schayeri
Calosoma schayeri là một loài bọ cánh cứng Carabidae xuất hiện ở Úc. Giống như phần lớn Carabidae, ấu trùng loài này ăn thịt. Chúng khá hoạt động về đeem khi chúng săn các con mồi di chuyển chậm như các con sâu bướm. Nếu bị bắt chúng tiết ra mùi khó chịu.

## Hình ảnh

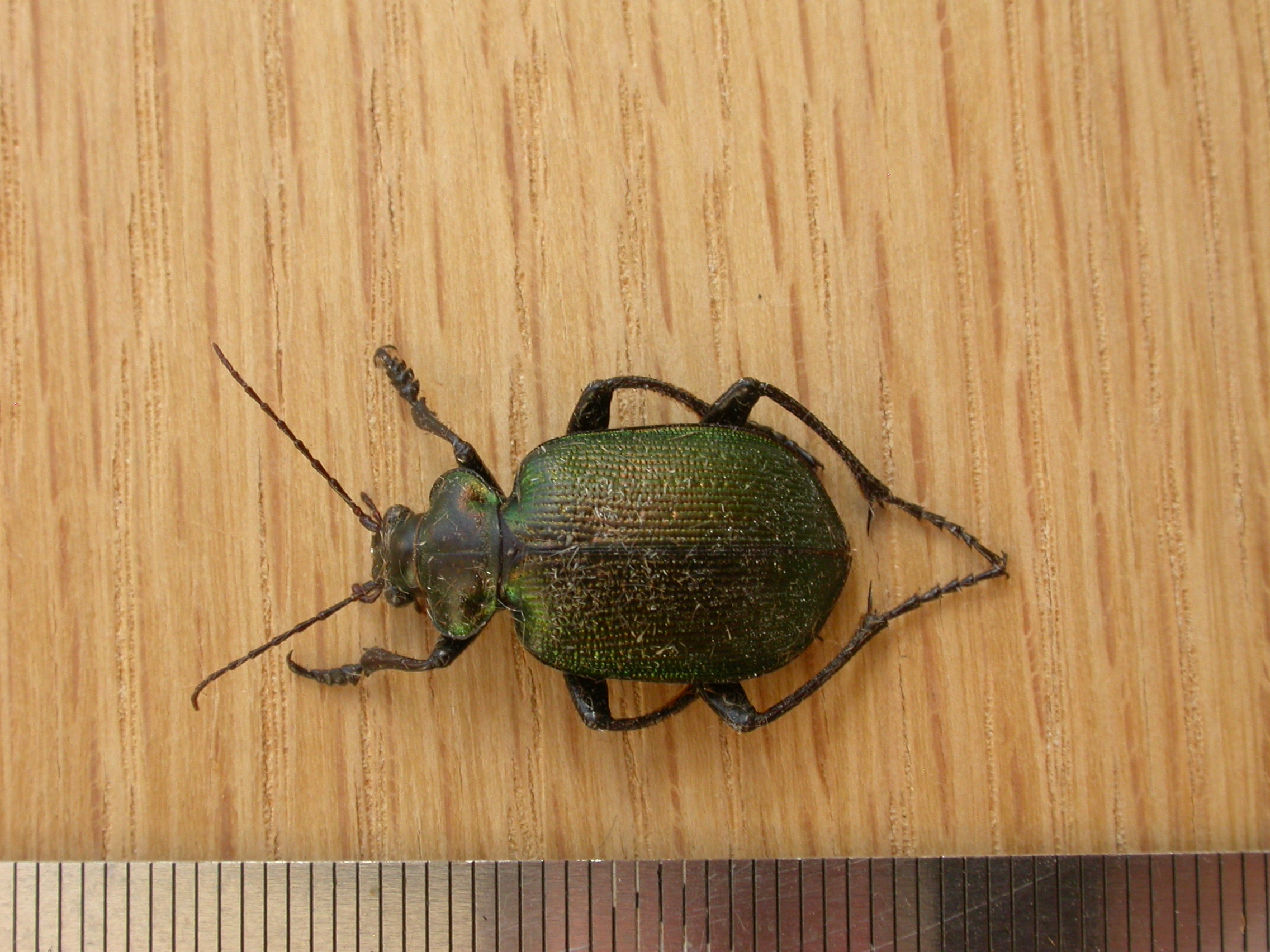
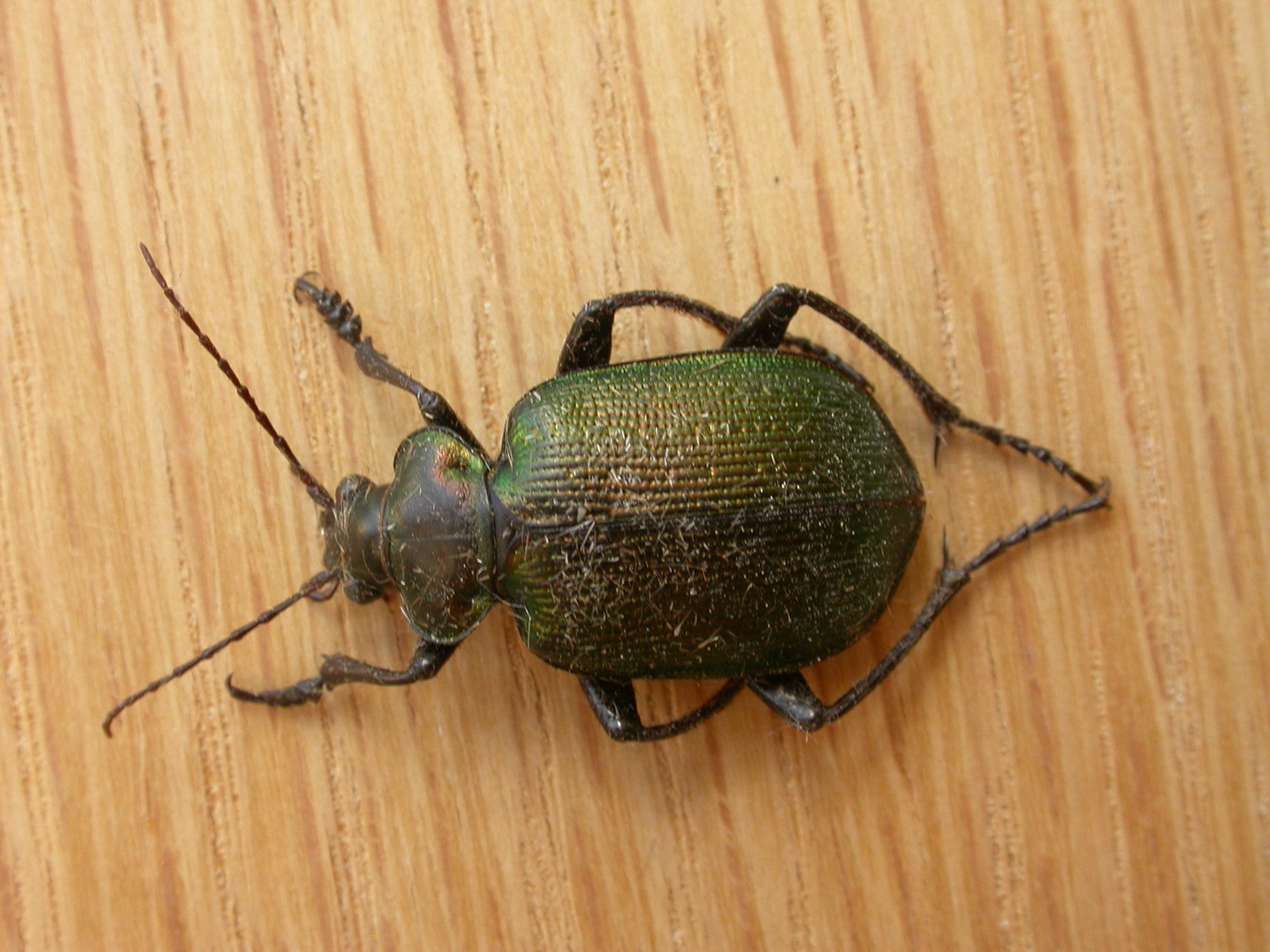
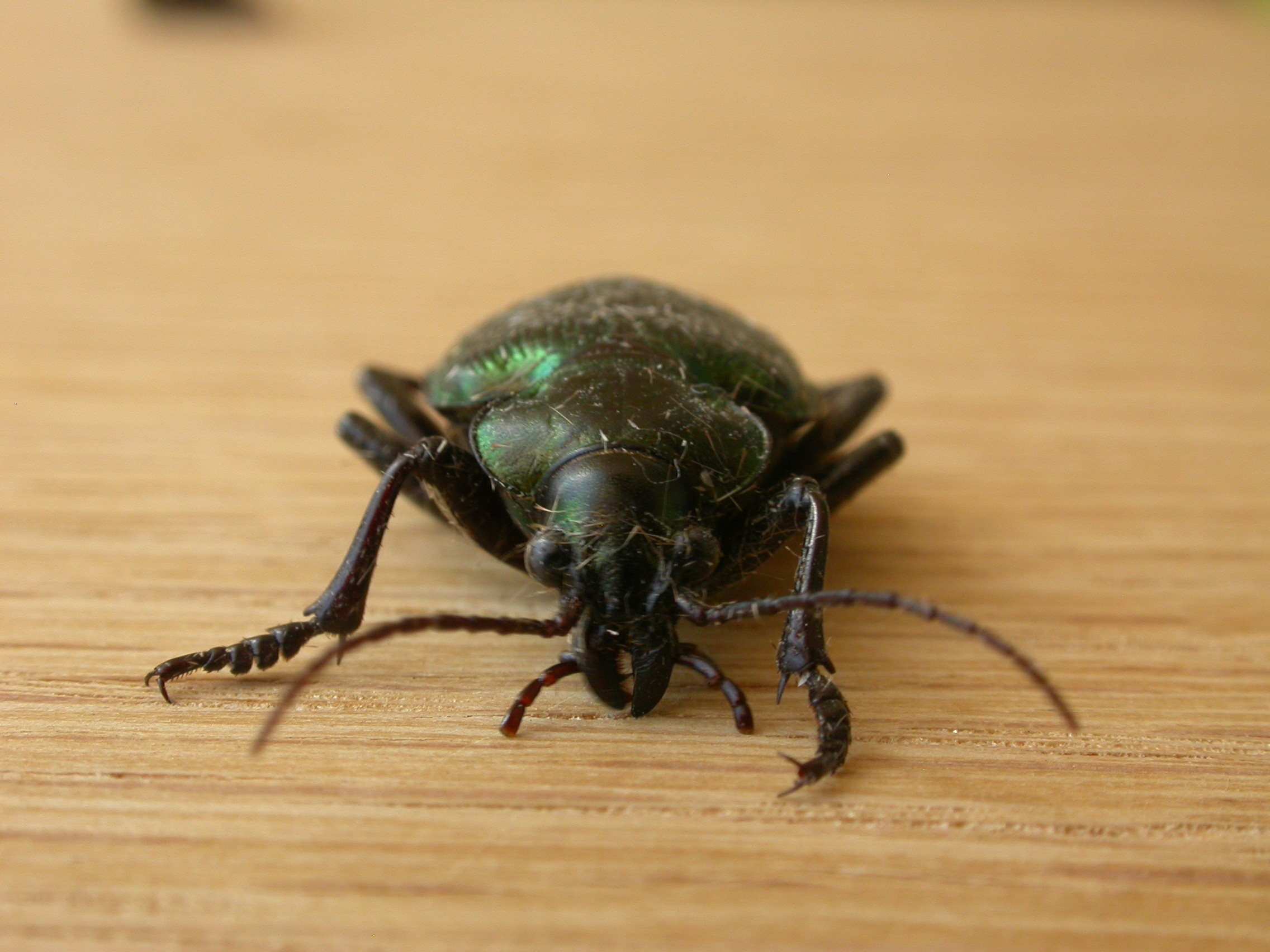
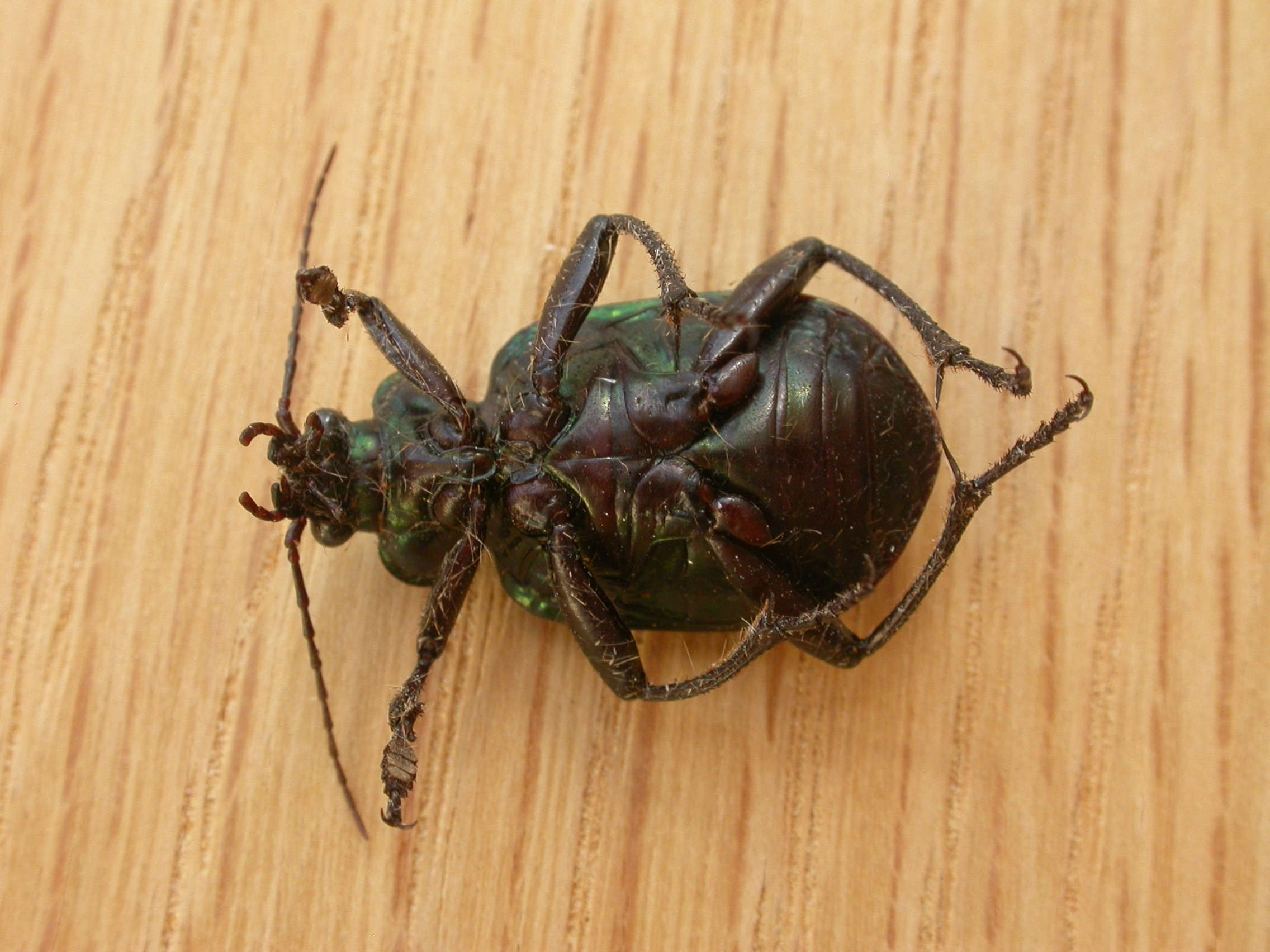